# Foreste pluviali delle isole Nicobare
Le foreste pluviali delle isole Nicobare sono una ecoregione dell'ecozona indomalese (codice ecoregione: IM0133) che si sviluppa sull'omonimo arcipelago.

## Territorio
L'ecoregione si estende nell'arcipelago delle Nicobare, un gruppo di isole situate nella parte orientale dell'oceano indiano, 150 km a sud delle isole Andamane e 189 km a nord di Sumatra.
Il clima è tropicale, con temperature comprese tra 22 e 30 °C e una media annua di precipitazioni di 3.000-3.800 mm. Queste ultime sono influenzate dall'andamento dei monsoni,  che soffiano da sud-ovest da maggio a settembre, e da nord-est da ottobre a dicembre. 
Gli unici fiumi perenni dell'ecoregione si trovano sull'isola di Gran Nicobar.

## Flora
La flora della regione comprende aree di foresta pluviale sempreverde che sono contornate, a bassa quota, da aree di foresta decidua e, in prossimità delle coste, da aree di mangrovie, queste ultime massivamente danneggiate dallo tsunami del 2004. 
Le foreste pluviali sono dominate da Calophyllum soulattri, Planchonella longipetiolata, Garcinia xanthochymus, Pisonia umbellifera e Mangifera sylvatica; altre specie presenti sono Artocarpus teysmannii, Radermachera pinnata e Bentinckia nicobarica. Le aree di foresta decidua sono caratterizzate da Terminalia procera e Terminalia bialata.

## Fauna

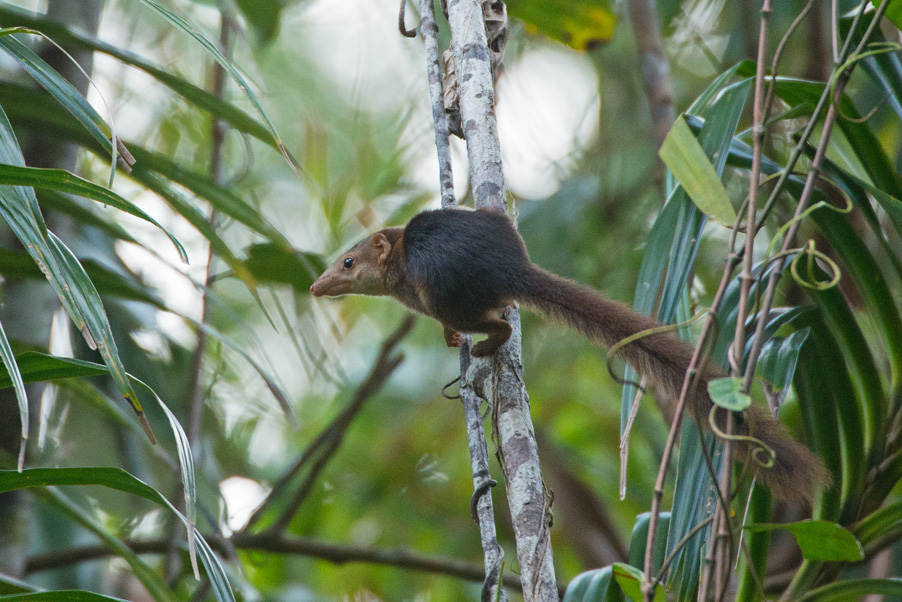
Tupaia nicobarica

Le foreste pluviali delle Nicobare ospitano 25 specie di mammiferi, tra le quali 4 sono endemiche dell'ecoregione: la crocidura delle Nicobare (Crocidura nicobarica), la tupaia delle Nicobare (Tupaia nicobarica), la volpe volante delle Nicobare (Pteropus faunulus) e il ratto delle palme (Rattus palmarum).
L'avifauna comprende oltre un'ottantina di specie (senza considerare le specie pelagiche), nove delle quali endemiche: il serpentario delle Nicobare 
(Spilornis klossi), lo sparviere delle Nicobare (Accipiter butleri), il megapodio delle Nicobare (Megapodius nicobariensis), il colombaccio delle Andamane (Columba palumboides), la tortora cuculo delle Andamane (Macropygia rufipennis), il parrocchetto delle Nicobare (Psittacula caniceps), la civetta sparviero delle Andamane (Ninox affinis), lo storno testabianca (Sturnia erythropygia) e il bulbul delle Nicobare (Ixos nicobariensis).
Sono state censite inoltre 43 specie di rettili, di cui 11 endemiche, e 11 specie di anfibi, di cui due endemiche.

## Conservazione
L'ecoregione è considerata in pericolo critico. Circa un terzo del territorio dell'arcipelago ricade all'interno di aree naturali protette tra le quali le più importanti sono il parco nazionale di Galathea e il parco nazionale della Baia di Campbell. Entrambe le aree ricadono all'interno della Riserva della biosfera di Gran Nicobar e sono separate da un corridoio di circa 12 km attualmente non tutelato.